# Eumelea vulpenaria
Eumelea vulpenaria là một loài bướm đêm trong họ Geometridae.